# Fernando González (siatkarz)
Fernando González (ur. 30 czerwca 1989 w Portuguesa) – wenezuelski siatkarz, grający na pozycji libero w klubie Chubut Voley.. Reprezentował swój kraj na Mistrzostwach Świata 2014.